# Vilhelm Topsøe
Vilhelm Topsøe (Skælskør, 5 ottobre 1840 – Skodsborg, 11 luglio 1881) è stato uno scrittore danese.
Rappresentante del passaggio della cultura dal Romanticismo all'Impressionismo, fu scrittore ironico e poliedrico, autore di drammi e romanzi. Viaggiò molto e visitò a più riprese l'America, esercitando una grande influenza sul celebre scrittore danese Herman Bang.